# Blind (jeux)
Pour les articles homonymes, voir Blind.
 (juin 2025).
Si vous disposez d'ouvrages ou d'articles de référence ou si vous connaissez des sites web de qualité traitant du thème abordé ici, merci de compléter l'article en donnant les références utiles à sa vérifiabilité et en les liant à la section « Notes et références ».
Au poker, on appelle blind la ou les mises obligatoires faites avant toute distribution de cartes. C'est donc une « mise à l'aveugle », d'où son nom (blind signifie « aveugle » en anglais). L'usage veut que la prononciation française soit « blinde » et non la prononciation anglaise, au point que le mot est régulièrement écrit « blinde ».

## Structure
La présence de deux blinds est actuellement la plus répandue, la petite et la grosse blind (également désignées par les abréviations SB et BB, pour « small blind » et « big blind » en anglais), la seconde étant au moins égale au double de la première. Par exemple, une partie pourra avoir des blinds de 1 et 2 euros, ou de 10 et 25 euros. La grosse blind correspond à la valeur minimum d'une mise.
L'utilisation de blinds assure que chaque coup fait circuler de l'argent entre les joueurs, et permet une première sélection lors du tout premier tour d'enchères. Ainsi, aucun joueur ne peut systématiquement se coucher sans perdre de l'argent.
En règle générale, lors d'un tournoi, les blinds augmentent régulièrement avec l'élimination de joueurs, pour ne pas diminuer la proportion des blinds par rapport aux tapis moyens (qui augmentent au fur et à mesure des éliminations).
Les deux joueurs qui mettent les blinds sont également les deux derniers à agir, et ont l'avantage qu'ils savent déjà ce que leurs adversaires ont fait, et peuvent utiliser ces informations pour prendre une décision.
Quand une partie de poker se joue à un contre un, c'est le  donneur qui met la petite blind et l'autre qui met la grosse blind. Ceci afin d'éviter que le donneur soit le dernier à miser à tous les tours. Le donneur mise en premier au premier tour d'enchères (pré-flop) puis c'est à son adversaire durant les tours suivants.

## Autre utilisation du terme
Le Blind est aussi utilisé dans certaines variantes du Jass, jeu de cartes pratiqué en Suisse. Il désigne alors les cartes écartées (faces invisibles) que le contractant peut échanger contre ses propres cartes.